# 텐드라 사주
텐드라 사주, 또는 흑해 에 있는 사주 이며 우크라이나 의 헤르손 주 에 속하는 영통이다.
이 섬은 텐드라 만과 흑해를 나누며 만의 남쪽과 서쪽에 위치해 있다. 섬의 서쪽에는 빌리 쿠추후리라는 곶이 있으며, 이곳은 텐드라 만을 가로질러 동쪽으로 뻗어 있으며 야호를리크 쿠트 반도 쪽으로 얕은 바다 처럼 뻗어 있다. 빌리 쿠추후리에는 빌리 쿠추후리 등대 가 있고 텐드라 등대 도 이 섬에 있다.
ref>

## 지리
- 폭과 길이를 기준으로 모래와 조개 파편이 퇴적되어 형성된 자연 지형이다. 중심부에는 소금 호수 및 해안 습지가 있으며, 야생 조류의 번식지로도 중요하다.

## 생태 및 환경
- 국제 자연보전 연맹(IUCN) 및 람사르 협약에 등재된 해양·습지 생태계의 일부이며, 보호가 필요한 지역이다.  
- 최근의 폭풍 및 인공 구조물 미비로 인해 일부 해안선 파괴와 생물 서식지 훼손이 관찰되었다.

## 역사

### 고대·근세
- 고대 그리스 문헌에서는 ‘Achilles’ Racecourse’라는 명칭으로 언급되며, 체육 의식 및 종교 활동 장소로 전해진다.

### 18~19세기
- 1790년 러시아 튀르크 전쟁 중 ‘텐드라 해전’이 이 지역에서 벌어졌으며, 러시아의 중요한 승전이었다.

### 20세기
- 1905년 포템킨 반란이 사주 인근 해역에서 발생했으며, 러시아 내전 시기 백군이 이 지역을 군사 기지로 삼기도 했다.

## 러시아‑우크라이나 전쟁 (2022년 이후)
- 2022년 러시아 침공 이후 사주는 러시아군의 실질적 지배 하에 있었고, 흑해 군사 작전의 중요한 거점이 되었다.

### 2024년 2월 상륙 시도
- 우크라이나 특수작전부대가 사주에 상륙을 시도했으나, 러시아군 매복으로 다수 인명과 장비 손실.

### 2024년 8월 특수 침투 작전
- HUR(우크라이나 국방정보국) 특수부대가 성공적 침투 작전을 수행하고 병력·장비를 파괴했다.

### 2025년 7월 작전
- 우크라이나군이 또 새벽 기습작전을 수행해 전자전 체계 및 레이더 시설을 파괴하고 국기를 게양했다.

## 전략적 중요성
- 흑해 연안 해상 통제에 있어 키른번 사주와 함께 핵심적인 지리적 요충지이다.